# تماشاخانه شهر
تماشاخانهٔ شهر (به فرانسوی: Théâtre de la Ville) یکی از دو تماشاخانه‌ای است که بارون اوسمان در قرن نوزدهم میلادی در میدان شتلهٔ پاریس بنا کرد. آن دیگری هم تماشاخانهٔ شتله است.
این تماشاخانه پیش‌تر تماشاخانهٔ لیریک، تماشاخانهٔ ملل و تماشاخانهٔ سارا برنارد نیز نامیده می‌شد.

## نمایش‌های ایرانی
در دههٔ ۱۹۶۰ میلادی (۱۳۴۰ شمسی)چند نمایش مهمّ ایرانی از علی نصیریان و بهرام بیضایی و کورس سلحشور نیز در این تماشاخانه به نمایش درآمده است.